# Penny Elvira Loftéen
Penny Elvira Loftéen, egentligen Eva Christina Elvira Loftéen, född 28 juli 1993, är en svensk barnskådespelare. Hon är syster till skådespelaren Oliver Loftéen.

## Filmografi
- 2003 – Min skäggiga mamma - Mirijam
- 2004 – Falla vackert - Molly
- 2005 – Den bästa av mödrar - Siv
- 2006 – Världarnas bok (TV-serie) - Klara